# Jørgen Blaksted
Jørgen Blaksted (23. december 1936 i København – 13. januar 1998) er en dansk skuespiller.
Blaksted, der oprindeligt var i lære som tømrer, blev uddannet fra Aarhus Teaters Elevskole. Han grundlagde senere Jørgen Blaksted-Turnéen. Han var desuden formand for Provinsteaterdirektørforeningen.

## Filmografi
- Reptilicus (1961)
- Greven på Liljenborg (1964)
- Slå først, Frede (1965)

### Tv-serier
- En by i Provinsen (1977-1980)
- Matador (1978-1981)